# 徳島市民庭球場
徳島市民庭球場（とくしましみんていきゅうじょう）は、徳島県徳島市徳島町城内の徳島中央公園（城山）内にある屋外テニスコートである。徳島市立体育館の北側に位置する。庭球場内には「西の丸コート」と「城ノ内コート」がある。

## 概要
- 開閉時間：日の出～21:00
- 休館日：12月28日～1月3日

### 西の丸コート
- 〒770-0851 徳島市徳島町城内1番地
- 種類：硬式庭球場
- 面積：2,588平方メートル
- 面数：3面
- 構造：クレイコート（ナイター可能）
- 完工年：1971年（昭和46年）

### 城ノ内コート
- 〒770-0851 徳島市徳島町城内6番地
- 種類：ソフトテニス場
- 面積：1,400平方メートル
- 面数：2面
- 構造：クレイコート（ナイター可能）
- 完工年：1980年（昭和55年）

## 交通
- JR徳島駅より徒歩10分。
- 徳島市営バス「体育館前」または「合同庁舎前」停留所下車すぐ。